# Верхні Пам'яли
Верхні Пам'я́ли (рос. Верхние Памъялы, марій. Кӱшыл Памъял) — присілок у складі Звениговського району Марій Ел, Росія. Входить до складу Кужмарського сільського поселення.

## Населення
Населення — 149 осіб (2010; 135 у 2002).
Національний склад (станом на 2002 рік):
- марій — 98 %